# Xestia speciosa
Xestia speciosa är en fjärilsart som först beskrevs av Jacob Hübner 1813.  Xestia speciosa ingår i släktet Xestia, och familjen nattflyn, Noctuidae. Fem underarter finns listade i Catalogue of Life, Xestia (Pachnobia) speciosa aklavikensis Benjamin, 1933, Xestia (Pachnobia) speciosa apropitia Benjamin, 1933, Xestia (Pachnobia) speciosa arctica Zetterstedt, 1839, Xestia (Pachnobia) speciosa modesta Warnecke, 1962 och Xestia (Pachnobia) speciosa ussurica Kononenko, 1984. Underarten X. s. arctica har hos vissa auktoriteter brutits ut till egen art vilket inte ännu återspeglas hos andra. Ytterligare en art har brutits ut ur X. speciosa, populationen i Nordeuropa har vid DNA-undersökning visat sig vara skild från populationen längre söder ut i Europa. Populationen i Nordeuropa har fått det vetenskapliga namnet Xestia baltica.